# Lluís Riera Martí
Lluís Riera Martí (Barcelona, 1 de març de 1979) és un entrenador de bàsquet català.
Riera, llicenciat en matemàtiques i psicologia, va treballar com a professor de secundària al Col·legi Pare Enric d'Ossó de L'Hospitalet de Llobregat. Provinent dels Jesuïtes Casp i del Grup Barna, va començar entrenant a les categories inferiors del Club Joventut Badalona l'any 2000, situant-se al capdavant de l'equip Júnior del club el 2008. La temporada 2011-12 va entrar a formar part del com a entrenador assistent de Salva Maldonado, amb qui va compartir banqueta fins a la temporada 2015-16. La temporada següent hi va haver un canvi a la banqueta verd-i-negra, sent Diego Ocampo el nou entrenador del club. Riera continuaria fent d'assistent, el mateix que a mitjans de la 2017-18 quan Ocampo va ser destituït i reemplaçat per Carles Duran.
La temporada 2018-19 s'acomiada de la banqueta de la Penya i fitxa pel Baskonia per fer d'ajudant de Pedro Martínez, on s'hi estarà una temporada.
A l'agost del 2019 emprèn un nou repte esportiu esdevenint segon entrenador de Joan Plaza al BC Zenit de Sant Petersburg a la VTB United League.
Al novembre de 2020 es converteix en el nou entrenador del CB Tizona de la Lliga LEB Or, després de la destitució de Jorge Elorduy.
La temporada 2021-21 esdevé nou entrenador del Rapla KK, club estonià que participa de la Lliga de bàsquet d'Estònia i Lituània